# Венцингер, Август
Август Ве́нцингер (нем. August Wenzinger; 14 ноября 1905 года, Базель — 25 декабря 1996 года, там же) — швейцарский виолончелист и гамбист, педагог. Видный представитель движения аутентичного исполнительства. Почетный доктор Базельского университета.

## Биография
Учился в Базельской консерватории у Пауля Грюммера, затем в Кёльнской Высшей школе музыки изучал композицию у Филиппа Ярнаха. Занимался также частным образом у Эмануэля Фейермана в Берлине.
В 1929—1934 годах первая виолончель Бременского городского оркестра, затем вплоть до 1970 года занимал этот же пульт в оркестрах Базеля, до 1947 года играл также в составе Базельского струнного квартета (первая скрипка Фриц Хирт). Основные интересы Венцингера лежали, однако, в области барочной музыки и исторического исполнительства. В 1935—1965 годах вместе с Густавом Шеком и Фрицем Ноймайером выступал в составе Камерного трио старинной музыки. В 1933 году был одним из сподвижников Пауля Захера в создании Schola Cantorum Basiliensis — учебно-научного центра старинной музыки, позднее влившегося в Базельскую музыкальную академию. Долгие годы преподавал в Schola cantorum игру на виоле да гамба (среди учеников Жорди Саваль).
В 1954—1958 годах руководил основанным им (совместно с редактором NWDR Э. Грёнингеном) оркестром старинной музыки «Cappella Coloniensis» (Кёльн), с которым широко гастролировал в Европе, в том числе, в СССР. В 1955 году выпустил пластинки с записью «Орфея» К. Монтеверди — одну из первых аутентичных записей этой знаменитой оперы.
Венцингер редактировал издания виолончельного репертуара Иоганна Себастьяна Баха. Он выпустил также два сборника упражнений для обучения игре на виоле да гамба (нем. Gambenübung; 1935, 1938; нем. Gambenfibel; 1943).